# Älholmens herrgård
Älholmens herrgård är en en svensk herrgård vid Arbogaån 1,5 kilometer uppströms Arboga. Den anlades under medeltiden och har tillhört bland andra  ätterna Natt och Dag och Leijonhufvud.
Älholmen har fått sitt namn från Alholmarna. På den östra av holmarna finns två fasta fornlämningar: en husgrund och en källargrund. Byggnaden på holmen var ett befäst hus och holmen hade förbindelse med fastlandet med en vindbrygga. Huset uppfördes i början av 1400-talet av riksrådet Bengt Stensson (Natt och Dag) och ärvdes av dennes son Måns Bengtsson (Natt och Dag), som var den som dräpte Engelbrekt Engelbrektsson på Engelbrektsholmen i Hjälmaren 1436. 
Älholmens gård ägdes av riksrådet Abraham Kristensson (Lejonhuvud) 1479-1500. Där anlades på Västra Älholmen vid Garpströmmen i Arbogaån 1481 Älholmens hammarsmedja, som var i drift till 1925.
Huset brann ned år 1544. Nuvarande manbyggnad anlades 1786 i gustaviansk stil av Erik Westén (1739–1807). En rödmålad flygel, kallad Tuppenhov, är från 1640.

## Älholmens engelska park
Herrgårdsparken anlades omkring 1820 av Magnus Christoffersson Mannerstråle (1756–1841). Den byggdes enligt gustavianska stilideal med grusade gångar, lusthus och badhus. I trädgården, som delvis restaurerats under 2010-talet, finns ädellövträd som bok och lind, men också silverpil, tysklönn, apelträd och förvildade trädgårdsväxter.
I parken finns också en stensättning, som är en möjlig fornlämning.